# Роза Кершбаумер-Путята

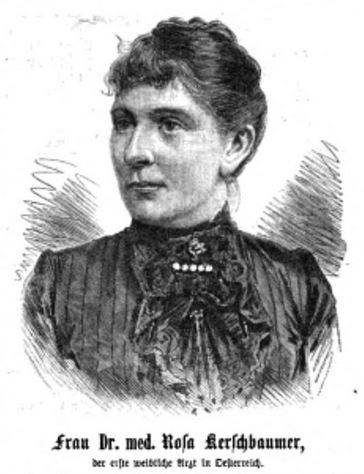
Роза Кершбаумер-Путята

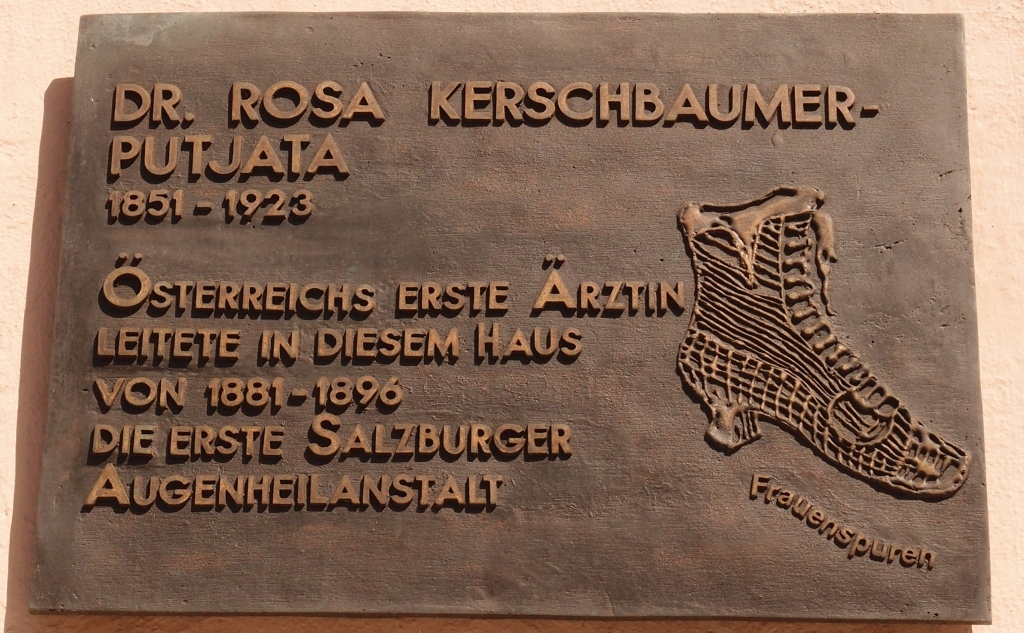
Пам'ятна табличка присвячена Розі Кершбаумер-Путяті в Зальцбурзі на Шварцштрассе 32

Роза Кершбаумер-Путята (народжена Раїса Василівна Шликова, рос. Раиса Васильевна Шлыкова; після першого шлюбу Раїса Василівна Путята, рос. Раиса Васильевна Путята; після другого шлюбу Роза Кершбаумер-Путята, нім. Rosa Kerschbaumer-Putjata * 1851  під Москвою; † 1923, Лос-Анджелес ) — російсько-австрійська офтальмолог, перша жінка, що отримала право займатися лікарською практикою в Австрії.

## Біографія
Роза Кершбаумер-Пут'ята народилася як Раїса Василівна Шликова під Москвою і виросла в російській сільській аристократичній родині. У 18 років вийшла заміж за Володимира Путяту, з яким народила трьох дітей. У 21 рік вона, як і її сестра Вірджинія, вивчала медицину в Цюріху та Берні . Вона отримала докторський ступінь у 1876 році. Її спеціальність – офтальмологія. Після розлучення, вона вийшла заміж за австрійського лікаря  Фрідріха Кершбаумера в 1877 році і з того часу використовувала ім'я Роза Кершбаумер-Путята.  Разом із чоловіком вона заснувала приватну офтальмологічну лікарню в Зальцбурзі на Шварцштрассе.
Через погане медичне обслуговування захворювання очей траплялися в Зальцбурзі частіше ніж в середньому по Дунайській монархії , а тому вона отримала дозвіл від імператора Франца Йосифа в 1890 році продовжувати керувати клінікою самостійно (після розлучення з чоловіком) і стала першою жінкою у Австрії, що отримала право займатися лікарською практикою. Це було незвично, бо жінкам на той час ще не дозволялося вивчати медицину і займатися лікарською практикою. Лише через десять років жінкам було дозволено навчатися на території монархії. 
Клініка мала 60 ліжок. Її робота значно зменшила кількість людей, які страждають від сліпоти викликаної віком. Багатьом пацієнтам вона також надавала безкоштовну допомогу, а тому її називали ангелом зі скальпелем в Зальцбурзі. Її навіть згадують на обітницьких табличках, наприклад у Марії Плейн, за її благодійність.
Проте в 1896 році вона покинула Зальцбург і повернулася в Росію. У Петербурзі викладала в медичній академії. З 1897 по 1903 рік вона керувала так званими пересувними клініками вздовж Транссибірської магістралі. З 1903 року завідувала клінікою в Тбілісі, але пізніше повернулася до Відня.
У 1911 р. емігрувала до Америки. Вона померла в Лос-Анджелесі в 1923 році.
На її честь у 2008 році було названо вулицю в районі Зальцбург-Ітцлінг. 

## Книги
- Das Sarkom des Auges. Leipzig 1900 (Саркома ока. Лейпциг 1900 рік)

## Виноска
1. ↑  Більшість джерел (GND, LCCN, VIAF, Stefan Kerschbaumer) згадують 22 серпня 1851, як дату народження. Інші джерела згадують 21 квітня 1851 чи 1853  рік або 21 квітня 1854.